# Operación Estela
La Operación Estela es una investigación judicial sobre las presuntas desviaciones de fondos públicos a entidades independentistas catalanas, algunas vinculadas al proceso independentista catalán. La operación se hizo pública el 24 de mayo de 2018, con la detención por parte de la Policía Nacional de 30 personas. La investigación está dirigida por Joaquín Aguirre López, juez de instrucción número 1 de Barcelona, y la Fiscalía Anticorrupción de Barcelona.
El inicio de la investigación se sitúa en enero de 2016 tras una denuncia anónima a través de un sobre con documentaciòn remitida a un juzgado. Además en junio de 2016, la diputada provincial de la CUP, Maria Rovira i Torrens, y dos sindicalistas de la CGT denunciaron ante la Oficina Antifraude de Cataluña supuestas subvenciones irregulares otorgadas a patronales y empresas por parte de la Diputación Provincial de Barcelona entre el 2012 y 2015, presidida entonces por Salvador Esteve (PEDeCAT), a cargo de ayudas internacionales de cooperación al desarrollo. Estas ayudas deberían de ser otorgadas a organizaciones no gubernamentales.
Cuando salió a la luz la operación, el 24 de mayo de 2018, el delegado del gobierno, Enric Millo, dijo que se desconoce si los fondos desviados estaban destinados al referéndum del 1 de octubre.

## Investigación
Los presupuestos de 2017 de la Generalidad de Cataluña destinaron a cooperación internacional una suma de 17,4 millones de euros, repartidos entre las consejería de Relaciones Institucionales y Exteriores, dirigida esta última por Raül Romeva, uno de los exconsejeros encarcelados. Las ayudas de cooperación internacional eran gestionadas por la Agencia Catalana de Cooperación.
Entre los detenidos figuran Salvador Esteve, expresidente de la Diputación Provincial de Barcelona, el alcalde de Tordera, Joan Carles Garcia, el exdirector de Relaciones Internacionales de la Diputación y actual subdirector general de Cooperación Local de la Generalidad, Jordi Castells, y quien fue secretario de Relaciones Internacionales de CDC, Víctor Terradellas.